# La cámara oscura
 La cámara oscura  és una pel·lícula argentina-francesa de drama del 2008 dirigida per María Victoria Menis i protagonitzada per Mirta Bogdasarián, Fernando Arman, Patrick Dell'Isola i Carlos Defeo. Va ser escrita per Menis en col·laboració amb Alejandro Fernández Murray, i està basada en el conte homònim d'Angélica Gorodischer. Es va estrenar el 16 d'octubre de 2008.

## Argument
A finalitats del segle xix neix una nena a la planxada d'un vaixell i com és una zona de frontera pot adquirir una nacionalitat. Gertrudis creix en una casa de camp, integrant d'una colònia jueva de la província d'Entre Ríos i es transforma en una dona que, segons el criteri dels qui l'envolten, és lletja, i viu sempre vestida de negre, mirant cap avall i ocultant-se. La seva mare li recorda una vegada i una altra amb diferents actituds que ella és lletja, que no compleix les expectatives; malgrat ser brillant a l'escola es converteix una dona insignificant, gairebé transparent, ignorada pels altres; no obstant això, ella no renúncia a veure el món que l'envolta amb un àvid interès per aquests petits signes de bellesa que només es perceben si ens detenim a contemplar-los ni deixa els seus petits plaers: la cuina, la cura de les plantes, i la lectura de nit (literatura francesa) quan ja ningú necessita dels seus serveis, com a mare i esposa, encara que només per procrear.
Gertrudis es casa amb un vidu que passa a ser la figura que sobresurt a la casa i és admirat pels seus fills. Perquè retrati a la família completa el seu espòs León contracta a un fotògraf francès que havia fotografiat la guerra, l'enfrontament directe amb la part més cruel de la humanitat i aquestes escenes tan esquinçadores havien canviat per complet la seva manera de veure. A Europa havia començat a participar del moviment surrealista i havia començat a buscar noves formes d'expressió. Jean Baptiste arriba a la casa, s'allotja allí un parell de dies i comença a fotografiar tothom.
Gertrudis es nega tot el que pot a sortir en les fotos i s'amaga mentre León i els seus fills posen feliços. En aquest context les poses de León i els seus fills es converteixen per al fotògraf en una cosa absurda, obsoleta, i la seva mirada busca descobrir una cosa diferent i la troba en Gertrudis que, amb la seva opacitat i silenci li resulta molt més interessant. Ell serà l'únic que descobreixi, amb una altra “mirada”, la particular bellesa de la protagonista i el seu intens món intern i en fer-ho incidirà en la protagonista.

## Repartiment
- Mirta Bogdasarián … Gertrudis
- Fernando Arman … León
- Patrick Dell'Isola … Jean Baptiste
- Carlos Defeo …Nathan
- Silvina Bosco … Eva
- Joaquín Berthold … David
- Jerónimo Freixas … Samuel
- Brenda Howlin … Esther
- Elisa Carricajo … Ana
- Ezequiel Cirko … Benjamín
- Florencia Ortiz … Ruth
- Malena Figo … Sara
- María Figueras … Judith
- Héctor Sinder … Martín
- Gonzalo Martínez … Juan
- Alan Coria … Pedrito
- Barbarella Piana … Gertrudis niña
- Nazarena Noeli Sánchez … Gertrudis adolescent

## Temes
El conte d'Angélica Gorodischer fou inclòs inicialment a Mala noche y parir hembra (Ediciones La Campana, 1983) i en ell l'autora indaga amb diferents recursos i, en gran manera, sobre la temàtica de la relació que els homes entaulen amb la tradició patriarcal en la qual han estat educats. Apel·lant a una llegenda familiar de registre realista i amb certa comicitat i ironia. El retrat de l'àvia Gertrudis, de fosc passat, es converteix en emblema de la lluita dels sexes.

## Crítiques
En la crònica de Diego Battle a La Nación s'expressa:
| « | “Menis construeix un entramat audiovisual (…) ple de climes i atmosferes, detalls i observacions que fan al món interior de la protagonista i a l'evolució i desenllaç de la trama. La realitzadora no sols elabora amb delicadesa i sofisticació cada detall de la posada en escena, sinó que fins i tot s'arrisca (i triomfa) amb dues seqüències que trenquen de manera abrupta el to de la resta del relat: una, d'animació, treballada amb Rocambole (habitual col·laborador dels Redonditos de Ricota), que descriu els malsons i fantasmagòriques fantasies infantils, i una altra, de clar esperit surrealista (en la línia dels pioners Breton, Man Ray, Buñuel, Dalí, Ernst i Miró), que sintonitza amb la veta creativa del fotògraf francès. Alguns podran criticar-li al film certs trets naïves i pot ser que a una part del públic li costi submergir-se en el món d'una protagonista tan atípica com Gertrudis i en una narració a contra corrent com la que proposa Menis, però ni tan sols aquestes eventuals objeccions invaliden en gens ni mica les múltiples troballes d'aquesta història sobre la subjectivitat de la mirada i del concepte de bellesa. Una petita gran pel·lícula, d'aquestes que romanen en la retina, en la memòria i en el cor molt temps després que acaben els crèdits finals i s'encenen les llums de la sala””. | » |

## Premis i nominacions
Academia de las Artes y Ciencias Cinematográficas de la Argentina Premis 2009
- Mónica Toschi nominada al Premi al Millor Vestuari

Asociación de Cronistas Cinematográficos de la Argentina Premis 2009
- Mónica Toschi guanyadora del Premi Còndor de Plata al Millor Vestuari
- La cámara oscura, nominada al Premi Còndor de Plata a la Millor Pel·lícula
- Silvina Bosco, nominada al Premi Còndor de Plata a la Millor Actriu de Repartiment
- Mirta Bogdasarián, nominada al Premi Còndor de Plata a la Revelació Femenina
- María Victoria Menis nominada al Premi Còndor de Plata al Millor Director
- María Victoria Menis, Alejandro Fernández Murriay i Angélica Gorodischer, nominats al Premi Còndor de Plata al Millor Guió Adaptat
- Marcela Bazzano, nominada al Premi Còndor de Plata a la Millor Adreça d'Art
- Marcelo Moguilevsky, nominat al Premi Còndor de Plata a la Millor Música